# A Comédia da Vida Privada
A Comédia da Vida Privada é uma série de televisão brasileira produzida pela TV Globo e exibida de 25 de abril de 1995 até 26 de agosto de 1997, totalizando 21 episódios. Era exibida na faixa da Terça Nobre, ou seja, sempre as terças-feiras, uma vez por mês, em três temporadas, no horário das 22h05, com duração de aproximadamente 45 minutos cada episódio. Criada por Jorge Furtado e Guel Arraes, teve roteiros de Pedro Cardoso, Fernanda Young, Guel Arraes e Luis Fernando Verissimo, sob direção de Jorge Furtado, Fernando Meirelles, Mauro Mendonça Filho, Guel Arraes e Roberto Talma, com direção de produção de Marcelo Paranhos e Carlos Henrique de Cerqueira Leite e direção geral de Guel Arraes. Tinha como enredo histórias do cotidiano de pessoas da classe média brasileira.
Em junho de 2004, a série foi lançada em DVD pela Globo Vídeo.

## Antecedentes
Antes da série, foi feito um episódio piloto exibido em 23 de agosto de 1994. Com o sucesso, tanto de audiência quanto de crítica, houve a continuidade do programa, sempre sob a direção geral de Guel Arraes.

## O Programa
As histórias narradas eram baseadas em crônicas de Luis Fernando Verissimo publicadas na revista Domingo, no Jornal do Brasil, e no jornal gaúcho Zero Hora. Em 1994, estas crônicas tinham sido reunidas no livro Comédias da Vida Privada, que ficou meses nas listas dos mais vendidos.
A primeira temporada teve sete episódios a partir de 30 crônicas. Cada episódio juntava trechos de textos diferentes, adaptados para criar histórias simples, com poucos personagens e cenários. Nem todas tinham um enredo linear; com início, meio e fim. Muitas eram formadas por uma sequência de esquetes, que tinham em comum a proposta de fazer humor "com as coisas corriqueiras da vida". O foco era sempre a classe média urbana.
Segundo o diretor Guel Arraes, o programa exigia um cuidado prévio com o texto, que levava muito mais tempo para ser escrito que a média dos roteiros de novelas e seriados. Por outro lado, a gravação podia levar apenas dois dias. Para ele, a sofisticação estava no roteiro, não na produção. No início, quase todo o texto era adaptado das crônicas de Luis Fernando Verissimo e, depois, o próprio escritor passou a fazer novos textos exclusivamente para o programa. Na última temporada, porém, os argumentos eram originais, criados pela equipe de autores.
O elenco não era fixo, mas muitos atores eram escalados recorrentemente. Marco Nanini foi o que teve maior presença na série: participou de dez, dos 21, episódios. Atrás dele vem Pedro Cardoso, que esteve em sete. Outros atores que atuaram no Comédia foram: Fernanda Torres, Marieta Severo, Diogo Vilela, Giulia Gam, Daniel Dantas e Andréa Beltrão.
Muitos autores, atores e diretores começaram a trabalhar juntos a partir do programa. Além da parceria entre Guel Arraes com o roteirista Jorge Furtado (com quem faria Luna Caliente) e com os dramaturgos Adriana Falcão e João Falcão (com quem faria A Máquina), a série também marcou início da parceria do diretor com o ator Selton Mello, que se repetiria ainda em O Auto da Compadecida (1999) e Caramuru - A Invenção do Brasil (2001). Para o casal Falcão, foi o começo da relação com Marieta Severo e Andréa Beltrão, que levou à peça e ao filme A Dona da História.
A equipe do programa colaborava diretamente na composição dos personagens, dando sugestões e especulando sobre os gostos, o caráter, o temperamento, o estilo de vestir e outros detalhes de cada um. A apresentação dos textos era seguida de duas reuniões dinâmicas em grupo, a fim de que houvesse um compartilhamento seguido de uma junção de ideias, para trazer à tona as mesmas, já que o forte do programa era a representação da "vida privada".
A série recebeu alguns prêmios, entre eles: em dezembro de 1995, o Grande Prêmio da Crítica da Associação Paulista de Críticos de Arte (APCA); e no ano seguinte, foi eleita como o Melhor Programa de Séries e Seriados pela agência TV Press.
Um pacote com 13 episódios foi comercializado no exterior sob o nome em inglês A Comedy of Private Lives, em países como a República Tcheca, Eslováquia, Lituânia, Turquia, Chile, Canadá, França e Angola. Atualmente está sendo exibido na TV Globo Portugal e pela Globo Internacional.

## Elenco recorrente
| Ator                    | Participação |
| ----------------------- | ------------ |
| Marco Nanini            | 10 episódios |
| Pedro Cardoso           | 7 episódios  |
| Fernanda Torres         | 5 episódios  |
| Marieta Severo          | 4 episódios  |
| Andréa Beltrão          | 4 episódios  |
| Diogo Vilela            | 4 episódios  |
| Giulia Gam              | 4 episódios  |
| Daniel Dantas           | 4 episódios  |
| Luiz Fernando Guimarães | 3 episódios  |
| Cláudia Abreu           | 3 episódios  |
| Débora Bloch            | 3 episódios  |
| Laura Cardoso           | 3 episódios  |

### Participações especiais
| Ator                 |
| -------------------- |
| Marcos Palmeira      |
| Fernanda Montenegro  |
| Francisco Cuoco      |
| Antônio Fagundes     |
| Malu Mader           |
| Edson Celulari       |
| Cláudia Raia         |
| Rodrigo Santoro      |
| Adriana Esteves      |
| Fábio Assunção       |
| Paulo Betti          |
| Murilo Benício       |
| Louise Cardoso       |
| Enrique Diaz         |
| Patrícia Perrone     |
| Bruno Garcia         |
| Dirce Migliaccio     |
| Luana Piovani        |
| Selton Mello         |
| Sérgio Mamberti      |
| Carla Marins         |
| Matheus Nachtergaele |
| Alexandre Borges     |
| Eliane Giardini      |
| Mylla Christie       |
| Alessandra Negrini   |
| Marisa Orth          |
| Betty Gofman         |
| Ernani Moraes        |
| Rogério Cardoso      |
| Bianca Byington      |
| Maria Luísa Mendonça |
| Tuca Andrada         |
| Rodolfo Bottino      |
| Cecília Dassi        |
| Sílvia Buarque       |
| Ilana Kaplan         |
| Fernanda Lobo        |
| José Vitor Castiel   |
| Ary França           |

## Reprises
Foi reprisada pelo Canal Viva em três ocasiões: a partir de 18 de maio de 2010; entre 21 de janeiro e 10 de junho de 2013, substituindo o Muvuca; e entre 10 de junho e 28 de outubro de 2015.